# Rachiplusia nu
Rachiplusia nu är en fjärilsart som beskrevs av Achille Guenée 1852. Rachiplusia nu ingår i släktet Rachiplusia och familjen nattflyn. Inga underarter finns listade.